# 横須賀市立横須賀高等学校
横須賀市立横須賀高等学校（よこすかしりつ よこすかこうとうがっこう）は、かつて神奈川県横須賀市森崎五丁目に存在した市立高等学校。

## 概要
1972年、横須賀市立の普通科高校2校を統合して開校。
「横高（よここう）」「県横（けんよこ）」などと称される神奈川県立横須賀高等学校に対し、「市横（しよこ）」という略称が一般的であった。
2003年、横須賀市立商業高等学校、横須賀市立工業高等学校と統合され、横須賀市立横須賀総合高等学校が開校。本校は閉校となった。
閉校後、横須賀市は跡地の売却先を公募し、学校法人の誘致を目指していたが、不調に終わった。
2011年、市内の不動産5社による戸建住宅用地（200区画）として売却が決定した。

## 沿革

### 第一高校
- 1927年（昭和2年）4月 - 横須賀市立実科高等女学校開校[3]。
- 1936年（昭和11年）4月 - 横須賀市立田浦実科高等女学校と合併。[要出典]
- 1937年（昭和12年）4月 - 横須賀市立高等女学校となる[4]。
- 1942年（昭和17年）4月 - 横須賀市立第一高等女学校と改称[5]。
- 1948年（昭和23年） - 学制改革により横須賀市立第一高等学校となる。
  - 一貫して女子校であった。通称は双葉ケ丘[6]。
  - 所在地は横須賀市佐野町2-35。跡地は横須賀市立陽光小学校となった。陽光小は2006年に横須賀市立鶴久保小学校に統合されて閉校。2013年からは神奈川衛生学園専門学校のキャンパスになっている。

### 第二高校
- 1936年（昭和11年）4月 - 住民の要望によって、[要出典]横須賀市船越に横須賀市立実践女学校開校[7]。
- 1939年（昭和14年）4月 - 横須賀市立高等実践女学校となる[8]。
- 1942年（昭和17年）4月 - 横須賀市立第二高等女学校と改称[9][10]。
- 1948年（昭和23年） - 学制改革により横須賀市立第二高等学校となる。
- 1959年（昭和34年） - 男女共学化。
  - 所在地は横須賀市船越町7-16。現在は住宅地となり、ファミリーマートミナワ船越店などが立地している。

### 市立横須賀高校
- 1972年（昭和47年） - 第一高校と第二高校を統合し、横須賀市立横須賀高等学校開校。
- 2003年（平成15年） - 市立商業、市立工業と統合され、横須賀総合高校が開校。

## 著名な関係者

### 出身者
第二高校
- 石内都（写真家）
- 井波ゆき子（レポーター）

市立横須賀高校
- 石川直宏（サッカー選手・FC東京所属）
- 大久保哲哉（元サッカー選手）
- 川村エミコ（お笑いタレント）
- 佐藤友紀（女優）
- 宮下裕治（俳優・石原プロモーション所属）
- 奥山真司 (地政学者)